# Anambé-de-rabo-branco
O anambé-de-rabo-branco (Xipholena lamellipennis) é uma ave passeriforme, da família Cotingidae. Possui cerca de 19 cm de comprimento, com coloração negra com brilho purpúreo, cauda e asas brancas. É ave amazônica estritamente brasileira, ocorrendo nas florestas do estado do Maranhão ao rio Tapajós. Também é conhecida pelos nomes de anambé-branco, anambé-de-cauda-branca, anambé-preto, asa-branca, bacacu-preto e uiramembi.